# Arnd Schimkat

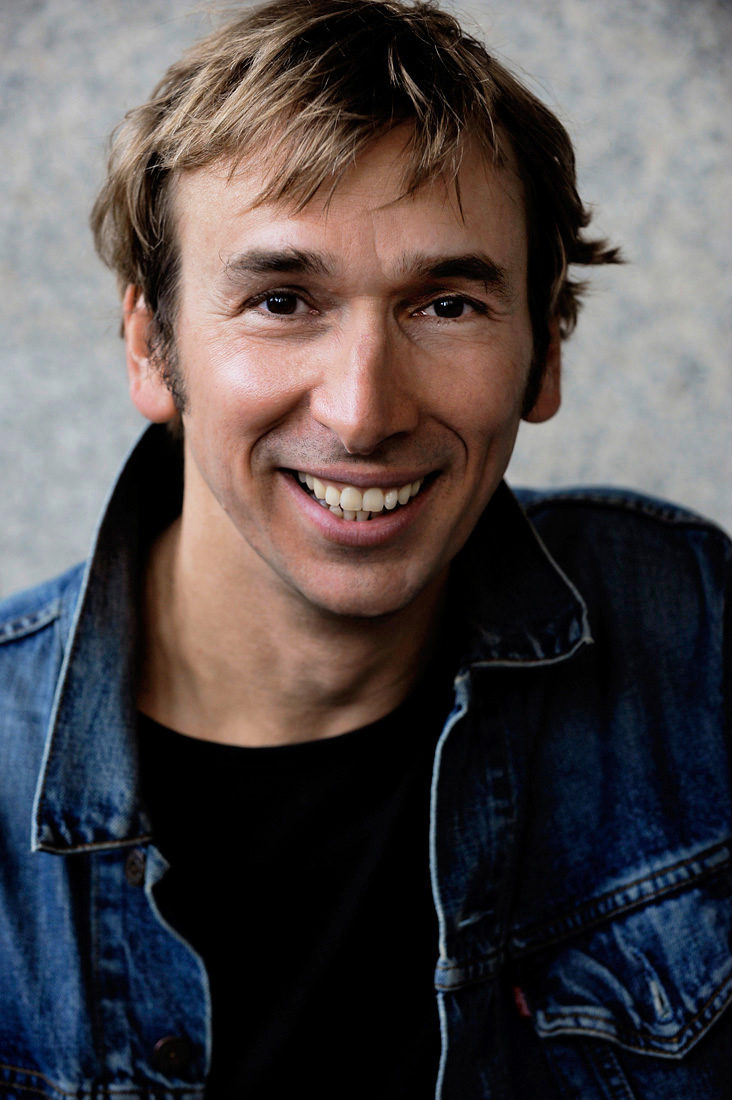
Arnd Schimkat (2011)

Arnd Schimkat (* 28. Januar 1969 in Gräfelfing) ist ein deutscher Schauspieler, Komiker und Autor aus München.

## Biografie
Schimkat erhielt seine Schauspielausbildung in Paris in der Theaterschule von Jacques Lecoq, bei John Costopoulos vom Actors Studio New York sowie am HB Studio, New York.
Seit 2003 ist er als Arthur Senkrecht mit eigenen Programmen aktiv. Gemeinsam mit Bastian Pusch war er Teil des Komikerduos Senkrecht & Pusch, das sich 2017 nach 14 Jahren trennte. Es folgten zahlreiche Rollen als Schauspieler für Kino und Fernsehen, so zum Beispiel in den Kinofilmen Nordwand, in Otto Waalkes’ Filmkomödie Otto’s Eleven und in Marcus H. Rosenmüllers Filmkomödie Wer früher stirbt ist länger tot.
Außerdem reüssiert Schimkat als Autor. 2014 wurde der gemeinsam mit Moses Wolff verfasste Roman „Highway to Hellas“, zu dem die beiden Autoren auch das Drehbuch schrieben, mit Christoph Maria Herbst und Adam Bousdoukos verfilmt.

## Filmografie (Auswahl)
- 2001: Hotel Deepa, Kurzfilm
- 2005: Unter Verdacht – Atemlos, TV-Film
- 2005: Die Rosenheim-Cops – Die zerbrochene Feder
- 2006: Wer früher stirbt ist länger tot, Kinofilm
- 2007: Weißt was geil wär…?!, Kinofilm
- 2008: Sommer, Kinofilm
- 2008: Beste Gegend, Kinofilm
- 2008: Nordwand, Kinofilm
- 2010: Otto’s Eleven, Kinofilm
- 2010: Tiere bis unters Dach
- 2011: Almanya – Willkommen in Deutschland, Kinofilm
- 2011: München 7, TV-Film
- 2012: München 72 – Das Attentat, TV-Film
- 2013: Staudamm, Kinofilm
- 2013: Die Gruberin, TV-Film
- 2013: Von Kerlen und Kühen, TV-Film
- 2014: Vaterfreuden, Kinofilm
- 2014: Irre sind männlich, Kinofilm
- 2015: Highway to Hellas, Kinofilm (Drehbuch)
- 2015: Hubert und Staller – Die Japaner kommen
- 2017: Lass uns abhauen, Spielfilm
- 2018: Unheimlich perfekte Freunde, Kinofilm
- 2020: Der Alte und die Nervensäge (Fernsehfilm)
- 2020: Ausgrissn – In der Lederhose nach Las Vegas, Kinofilm
- 2020: Eine Almhütte für Zwei (Fernsehfilm)
- 2021: Um Himmels Willen (Fernsehserie, 1 Folge)
- 2021: Es ist nur eine Phase, Hase, Kinofilm
- 2021: Ausgebremst, TV-Serie
- 2023: Rasputin – Liebe, Glaube, Sinnlichkeit
- 2023: Neue Geschichten vom Pumuckl, TV-Serie

## Arbeiten als Autor
- 2012: Little India, Drehbuch (gefördert durch den FilmFernsehFonds Bayern)
- 2014: Highway to Hellas, Roman, mit Moses Wolff, Piper-Verlag, ISBN 978-3-492-06003-5
- 2014: Highway to Hellas, Drehbuch, mit Moses Wolff, realisiert von Pantaleon Films
- 2017: König Arthur, Drehbuch
- 2025: Lachen machen - Die geheimen Regeln der Komik, mit 16 Cartoons von Moses Wolff und einem Vorwort von Juliane Köhler, Blond Verlag, ISBN 978-3-981-72954-2

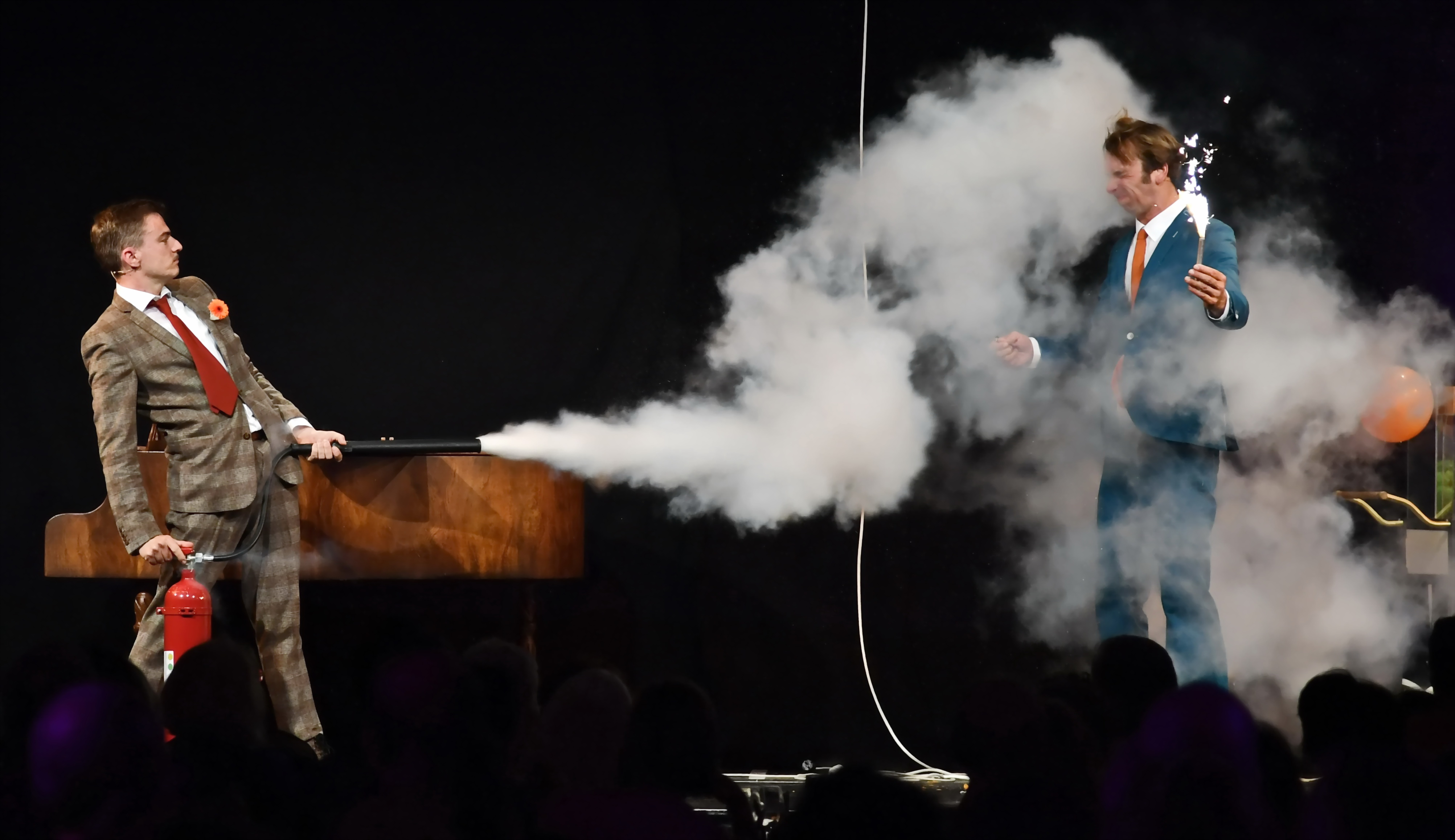
Manuel Schunter und Arnd Schimkat in „must be love“, 2018

## Eigenproduktionen (Bühne)
- 1998: Ein Verlierer will gewinnen
- 2003: Alles nach Plan
- 2007: Öha!
- 2010: Erfolg für alle!
- 2015: Umsturz
- 2018: must be love (mit Manuel Schunter, ab 2019 mit Sven Hussock)